# Nhóm Carme
Nhóm Carme là một nhóm các vệ tinh tự nhiên dị hình chuyển động nghịch hành của Sao Mộc mà có quỹ đạo tương tự với vệ tinh Carme và được cho là có một nguồn gốc chung.
Bán trục lớn (khoảng cách tới Sao Mộc) của chúng nằm trong khoảng từ 22.9 đến 24.1 Gm, độ nghiêng quỹ đạo trong khoảng từ 164.9° đến 165.5°, và độ lệch tâm quỹ đạo trong khoảng từ 0.23 đến 0.27 (với một ngoại lệ).

Biểu đồ này biểu thị những vệ tinh dị hình lớn nhất của Sao Mộc. Vị trí của nhóm Carme được hiển thị bởi sự hiện diện của vệ tinh Carme ở giữa bên dưới. Vị trí của một vật thể ở trục hoành thể hiện khoảng cách của nó tới Sao Mộc. Trục tung thể hiện độ nghiêng quỹ đạo. Độ lệch tâm quỹ đạo được thể hiện bằng cách đường màu vàng cho thấy khoảng cách tối đa và tối thiểu tới Sao Mộc. Các vòng tròn cho thấy kích cỡ của một vật thể khi so sánh với nhau.

Các thành viên chủ chốt bao gồm (từ lớn nhất tới nhỏ nhất):

Biểu đồ này so sánh các yếu tố quỹ đạo và kích cỡ tương đối của các thành viên cốt lõi của nhóm Carme. Trục hoành biểu thị khoảng cách trung bình của chúng tới Sao Mộc, trục tung biểu thị độ nghiêng quỹ đạo, và các vòng tròn thể hiện kích cỡ tương đối của chúng.

- Carme (vệ tinh lớn nhất, được lấy để đặt tên cho nhóm)
- Taygete
- Eukelade[3]
- Jupiter LVII[3]
- Chaldene
- Isonoe
- Kalyke (đỏ hơn một cách đáng kể so với các vệ tinh khác)
- Erinome
- Aitne
- Kale
- Pasithee
- S/2003 J 9 (có khả năng)[3]

Hiệp hội Thiên văn Quốc tế (IAU) để dành những cái tên có kết thúc là -e cho tất cả các vệ tinh chuyển động nghịch hành, bao gồm cả những thành viên của nhóm này.

## Nguồn gốc

Biểu đồ này cho thấy nhóm Ananke cùng một thang đo với biểu đồ còn lại, mô tả độ phân tán rộng của nó khi so sánh với nhóm Carme rất cô đọng (xem biểu đồ liên quan).

Biểu đồ này cho thấy sự cô đọng của nhóm Carme.